# Tetracanthella christianseni
Tetracanthella christianseni är en urinsektsart som beskrevs av Cassagnau 1959. Tetracanthella christianseni ingår i släktet Tetracanthella och familjen Isotomidae. Inga underarter finns listade i Catalogue of Life.